# Augusta Lithner
Augusta Kristina Lithner, född 1859 i Stockholm, död på Röda korsets sjukhem i Stockholm 4 september 1932, var en svensk lärare och rösträttsaktivist.
Lithner genomgick Högre lärarinneseminariet. Därefter studerade hon utomlands, innan hon mellan 1889 och 1892 var föreståndare för Strängnäs flickskola. 1894 blev hon lärarinna vid Brummerska skolan. Hon var därtill ordförande i Ro, föreningen för svenska lärarinnors ålderdoms- och vilohem. Hon hade dessutom ett antal ledande poster inom det svenska skolväsendet, och var bland annat ledamot av centralstyrelsen i Flick- och samskoleföreningen samt vice ordförande i Pedagogiska sällskapet. Vid hennes gravsättning deltog bland annat hennes tidigare elev, Honorine Hermelin.
På Albert Bonniers förlag utgav hon tillsammans med Laura Löwenhielm bland annat läroboken Rim och dikter (1918) samt Lärarinnekalendern.